# Federação Nicaraguense de Voleibol
A Federação Nicaraguense de Voleibol  (em espanholːFederación Nicaragüense de Voleibol,FNV) é  uma organização fundada em 1980 que governa a pratica de voleibol em Nicarágua, sendo membro da Federação Internacional de Voleibol, a entidade é responsável por  organizar  os campeonatos nacionais de  voleibol masculino e feminino no país.